# 向和聲
向和聲（？—1745年7月9日），和名伊江親方朝敘，琉球國第二尚氏王朝政治家、三司官。向氏伊江殿內第一代當主。
向和聲是伊江御殿四世向嘉續（伊江按司朝敷）的第四子。康熙五十五年（1716年），他以年頭使的身份出使薩摩藩，翌年回國。康熙五十七年（1718年），他以上江戶副使的身份出使日本，正使為尚盛（越來王子朝慶），翌年回國。康熙五十九年（1720年），他被任命為三司官，領久米島具志川間切總地頭。六月十五日（7月19日），尚敬王賜給他紫地浮織冠。雍正六年（1728年），向和聲奉命前往島尻的與座村一帶查看地形，命令武自勇（富濱親方崇賀）開鑿溝渠，將當地的泉水引導到東風平間切，從而使當地百姓在旱季的時候五穀不再歉收。雍正七年（1729年），改領伊江島總地頭。乾隆十年乙丑六月十日（1745年7月9日）卒。
其子向乘均繼任向氏伊江殿內當主。向乘均之子向天迪（伊江親方朝睦）後來也擔任三司官。